# Нападение боевиков на Ханкалу (2001)
Нападение боевиков на Ханкалу (2001) — вооружённая вылазка отряда боевиков, направленная на устрашение силовиков и федеральных сил.

## Ход событий
Бой происходил в окрестностях посёлка и начался 25 июня 2001 года около 20:00 по местному времени. Численность боевиков составляла примерно 35 человек. Они были вооружены лёгким стрелковым оружием и подствольными гранатомётами. Федеральные силы применили артиллерийские орудия и боевые вертолёты. В результате контрудара боевики отступили из Ханкалы. На месте боя были найдены письма, подписанные президентом Ичкерии Масхадовым. В них были требования вывести войска из Чечни. В противном случае угрожали «начать активные боевые и диверсионные действия».